# ホワットエヴァー・ピープル・セイ・アイ・アム、ザッツ・ホワット・アイム・ノット
『ホワットエヴァー・ピープル・セイ・アイ・アム、ザッツ・ホワット・アイム・ノット』（Whatever People Say I Am, That's What I'm Not）は、イギリスのロックバンド、アークティック・モンキーズのデビュー・アルバムである。
『ローリング・ストーン』誌が選んだ「オールタイム・ベスト・アルバム500」と「オールタイム・ベスト・デビュー・アルバム100」に於いて、それぞれ371位と30位にランクイン。

## タイトル
1960年のイギリス映画『土曜の夜と日曜の朝』の主人公の台詞から拝借されている。

## ジャケット
このアルバムのカヴァー写真の男性は、バンド・メンバーの友人であるクリス・マクルーア。彼はこの写真が撮られる7時間も前から酒を飲んでいて、撮られた時には既に酔っていたようである。ノーギャラだったが、酒代は貰ったとのこと。
このジャケット写真で彼は煙草を吸っているのだが、この事にNHSスコットランドの責任者であるグレア博士が、「この写真が間接的に喫煙を推奨していることになりかねない。アークティック・モンキーズはシェフィールド出身だが、ここスコットランドでも彼らのアルバムはとてもよく売れている。いい音楽だしね。しかし、あの写真ではまるで『煙草を吸うのはかっこいい』といった、間違ったメッセージを与えかねない。真似をしたがる若者も出てくるだろう」と発言した。この発言に、「あの写真が喫煙を推奨しているとは思えませんし、むしろ、あの写真を見て喫煙が若者の為になると思う人はまずいないでしょう」とバンドのプロダクト・マネージャーが反論した。
今回、グレア博士がこのような発言をした背景として、スコットランドで2006年3月末から始まった公共の場での喫煙禁止が挙げられる。

## 賞
- 第5回グレイテスト・ブリティッシュ・アルバム - NME, 2006年1月
- アルバム・オブ・ザ・イヤー - マーキュリー賞, 2006年9月
- ベスト・アルバム - Q, 2006年10月
- アルバム・オブ・ザ・イヤー - NME, 2006年12月
- アルバム・オブ・ザ・イヤー - Crossbeat（日本）, 2006年12月
- アルバム・オブ・ザ・イヤー - TIME Magazine, 2006年12月
- アルバム・オブ・ザ・イヤー - Hot Press Magazine（アイルランド）, 2006年12月
- ベスト・インターナショナル・アルバム - Meteor Music Awards（アイルランド）, 2006年12月
- ベスト・ブリティッシュ・アルバム - ブリット・アウォーズ 2007, 2007年2月

## 収録曲
1. ザ・ビュー・フロム・ザ・アフターヌーン - The View from the Afternoon
2. アイ・ベット・ユー・ルック・グッド・オン・ザ・ダンスフロア - I Bet You Look Good on the Dancefloor
3. フェイク・テイルズ・オブ・サンフランシスコ - Fake Tales of San Francisco
4. ダンシング・シューズ - Dancing Shoes
5. ユー・プロパブリー・クドゥント・シー・フォー・ザ・ライツ・バット・ユー・ワー・ステアリング・ストレイト・アット・ミー - You Probably Couldn't See for the Lights But You Were Staring Straight at Me
6. スティル・テイク・ユー・ホーム - Still Take You Home
7. ライオット・ヴァン - Riot Van
8. レッド・ライト・インディケイツ・ドアーズ・アー・セキュア - Red Light Indicates Doors are Secured
9. マーディ・バム - Mardy Bum
10. パーハップス・ヴァンパイヤーズ・イズ・ア・ビット・ストロング・バット・・・ -  Perhaps Vampires is a Bit Strong But...
11. ホエン・ザ・サン・ゴーズ・ダウン - When the Sun Goes Down
12. フロム・ザ・リッツ・トゥ・ザ・ラブル - From the Ritz to the Rubble
13. ア・サートゥン・ロマンス - A Certain Romance

## シングル
- アイ・ベット・ユー・ルック・グッド・オン・ザ・ダンスフロア - I Bet You Look Good on the Dancefloor
- ホエン・ザ・サン・ゴーズ・ダウン - When the Sun Goes Down
- フェイク・テイルズ・オブ・サンフランシスコ - Fake Tales of San Francisco （日本盤未発売）

## パーソナル
- アレックス・ターナー - ボーカル・ギター
- ジェイミー・クック - ギター
- アンディ・ニコルソン - ベース
- マット・ヘルダース - ドラム

## セールス
- イギリス - 138万枚
- アメリカ - 30万5,000枚
- 日本 - 16万枚
- アルゼンチン - 10万枚
- オーストラリア - 7万枚
- カナダ - 5万枚
- フランス - 4万9,000枚
- デンマーク - 2万枚
- ニュージーランド - 7,500枚

全世界 - 231万枚